# Gare de Sidi Makhlouf
La gare de Sidi Makhlouf est une gare ferroviaire algérienne située sur le territoire de la commune de Sidi Makhlouf, dans la wilaya de Laghouat.

## Situation ferroviaire
Établie à une altitude de 915 m, la gare est située au point kilométrique (PK) 203 de la ligne de Boughezoul à Laghouat, où elle est précédée de la  gare de Djelfa et suivie de celle de Laghouat
| \| Laghouat Sidi Makhlouf \| Localisation de la gare de Sidi Makhlouf dans la wilaya de Laghouat. |
| Laghouat Sidi Makhlouf                                                                            |

## Histoire
La gare est mise en service le 29 octobre 2023 lors de l'inauguration de la ligne de Boughezoul à Laghouat,.

## Service des voyageurs

### Desserte
La gare de Sidi Makhlouf est desservie par les trains régionaux des liaisons :
- Boughezoul - Laghouat ;
- Djelfa - Laghouat.